# Ласковое безразличие мира
«Ласковое безраличие мира» (каз. Әлемнің мейірімді парықсыздығы) — фильм казахстанского кинорежиссёра Адильхана Ержанова.
Фильм был отмечен критиками во Франции и представлен на нескольких крупных международных фестивалях (секция «Особый взгляд» Каннского кинофестиваля, Международный кинофестиваль в Бергене, Монреальский фестиваль нового кино, Международный кинофестиваль в Токио и других). Фильм получил главный приз на Казанском кинофестивале мусульманского кино (2018).

## Сюжет
В одном из казахстанских аулов живут молодая девушка Салтанат и молодой человек Куандык, который тайно влюблён в неё. Они кажутся счастливыми, но отец Салтанат совершает самоубийство, оставляя семью в крупных долгах. Салтанат отправляется в город просить помощи для семьи у своего дяди. Когда она понимает, что дядя хочет продать её одному из своих друзей, она убегает, чтобы присоединиться к Куандыку.

## В ролях
- Динара Бактыбаева[каз.] — Салтанат
- Куандык Дюсембаев — Куандык
- Султан Абзалов
- Тулемис Алишев
- Кулжамиля Белжанова
- Еркен Губашев
- Аркен Ибдимин
- Бауыржан Каптагай
- Теоман Хос
- Константин Козлов